# Elio González
Elio González Suárez (Berna, Suiza, 20 de octubre de 1984) es un actor español. 

## Trayectoria

### Televisión
| Año       | Series                    | Personaje                 | Cadena    | Notas         |
| --------- | ------------------------- | ------------------------- | --------- | ------------- |
| 1999      | Médico de familia         | Ramón                     | Telecinco | 5 episodios   |
| 2004-2006 | Aquí no hay quien viva    | Pablo Guerra Ruiz         | Antena 3  | 71 episodios  |
| 2007-2008 | La que se avecina         | Eric Cortes               | Telecinco | 28 episodios  |
| 2009-2011 | Doctor Mateo              | David Pellegrini          | Antena 3  | 34 episodios  |
| 2012      | Historias robadas         | Pablo                     | Antena 3  | 2 episodios   |
| 2012-2013 | Bandolera                 | Pablo Garmendía           | Antena 3  | 172 episodios |
| 2013      | Gran Reserva: El origen   | Ángel                     | La 1      | 82 episodios  |
| 2016      | Amar es para siempre      | Mariano Lasalle Rodríguez | Antena 3  | 118 episodios |
| 2017      | Tiempos de guerra         | Campillo                  | Antena 3  | 1 episodio    |
| 2018-2019 | 14 de abril. La República | Alfonso                   | La 1      | 8 episodios   |

### Cine
| Año  | Título                  | Papel   | Director                        | Género            |
| ---- | ----------------------- | ------- | ------------------------------- | ----------------- |
| 2000 | El corazón del guerrero | Nacho   | Daniel Monzón                   | Fantasía medieval |
| 2007 | No digas nada           | Javier  | Felipe Jiménez Luna             | Comedia negra     |
| 2014 | Dioses y perros         | Toni    | David Marqués y Rafa Montesinos | Drama/Comedia     |
| 2016 | Dead man                | Velasco | Rubén Tejerina                  | Comedia negra     |